# 鈴木三千代
鈴木 三千代（すずき みちよ、1901年1月5日 - 1997年11月10日）は、日本の実業家。三楽（のちのメルシャン）社長を務めた。食品産業功労賞者。

## 来歴・人物
旧制東京商科大学（のちの一橋大学）卒業後、1924年味の素本舗鈴木商店（のちの味の素）入社。大阪支店長、常務、専務等を経て、三楽（のちのメルシャン）社長に就任、ワイン事業などをすすめた。1952年に同社会長就任。また味の素の監査役や顧問も務めた。
趣味はゴルフ。
1997年11月10日、東京都目黒区の病院で死去、享年96。築地本願寺で社葬が行われた。
鈴木忠治（鈴木商店（のちの味の素）第2代社長）の長男。2代目鈴木三郎助（鈴木商店創業者）は伯父、鈴木忠雄（元メルシャン社長、元味の素副会長）は長男。次女は山崎富治夫人。鈴木竹雄（商法学者、東京大学名誉教授）や鈴木秀雄（元大蔵省国際金融局長）は弟。山崎富治（元山種証券社長）は娘婿。